# DFS 40
O DFS 40 (também conhecido por Delta V) foi uma aeronave experimental desenvolvida pela Deutsche Forschungsanstalt für Segelflug (DFS) na Alemanha. Criada por Alexander Lippisch em 1937, era uma continuação da pesquisa do DFS 39.
Esta aeronave voou pela primeira vez em 1939, pouco tempo antes de Lippisch ter saído da DFS para ir trabalhar para a Messerschmitt. Mais tarde, sem a presença de Lippisch, a DFS efectuou um voo com a aeronave e ela caiu devido a um erro no calculo do centro de gravidade, ficando destruída.